# Lindera metcalfiana
Lindera metcalfiana är en lagerväxtart som beskrevs av C.K. Allen. Lindera metcalfiana ingår i släktet Lindera och familjen lagerväxter. Utöver nominatformen finns också underarten L. m. dictyophylla.